# Венжа
Венжа (пол. Węża, нім. Prockendorf) — село в Польщі, у гміні Корфантув Ниського повіту Опольського воєводства.
Населення — 430 осіб (2011).

## Демографія
Демографічна структура станом на 31 березня 2011 року:
|          | Загалом | Допрацездатний вік | Працездатний вік | Постпрацездатний вік |
| -------- | ------- | ------------------ | ---------------- | -------------------- |
| Чоловіки | 199     | 41                 | 147              | 11                   |
| Жінки    | 231     | 55                 | 128              | 48                   |
| Разом    | 430     | 96                 | 275              | 59                   |